# The Essential Michael Jackson
Albums de Michael Jackson
Michael Jackson: The Ultimate Collection
(2004) Visionary: The Video Singles
(2006)
The Essential Michael Jackson est une compilation de deux CD de Michael Jackson produite par Epic Records. Elle est sortie le 18 juillet 2005 en Europe et un jour plus tard aux États-Unis. 
Elle comprend une sélection de 38 titres s'étalant sur quatre décennies, de I Want You Back (1969) avec les Jackson 5 jusqu'à You Rock My World (2001). 

## Liste des titres

### Version européenne et internationale (2005)

#### Disque 1
1. I Want You Back (The Jackson 5) – 2:58
2. ABC (The Jackson 5) – 2:57
3. The Love You Save - (The Jackson 5) – 3:05
4. Got to Be There – 3:25
5. Rockin' Robin – 2:32
6. Ben – 2:46
7. Blame It on the Boogie (The Jacksons) – 3:30
8. Shake Your Body (Down to the Ground) (The Jacksons) (version single) – 3:45
9. Don't Stop 'Til You Get Enough (7" edit) – 3:56
10. Off the Wall – 3:46
11. Rock with You (7" edit) – 3:23
12. She's Out of My Life - 3:37
13. Can You Feel It (The Jacksons) (version single) – 3:50
14. The Girl Is Mine (en duo avec Paul McCartney) – 3:41
15. Billie Jean – 4:52
16. Beat It – 4:18
17. Wanna Be Startin' Somethin' (version single) – 4:17
18. Human Nature" – 3:45
19. P.Y.T. (Pretty Young Thing) – 3:58
20. I Just Can't Stop Loving You (en duo avec Siedah Garrett) – 4:11
21. Thriller (version radio) – 5:14

Durée : 77 min 42

#### Disque 2
1. Bad – 4:06
2. The Way You Make Me Feel – 4:26
3. Man In The Mirror – 5:18
4. Dirty Diana – 4:40
5. Another Part of Me (version single) – 3:46
6. Smooth Criminal – 4:17
7. Leave Me Alone – 4:39
8. Black or White (version single) – 3:21
9. Remember the Time – 3:59
10. In The Closet (version single) – 4:48
11. Who Is It (7" edit) – 3:59
12. Heal the World – 6:24
13. Will You Be There (version radio) – 3:40
14. You Are Not Alone – 4:55
15. Earth Song (version radio) – 5:02
16. They Don't Care About Us – 4:44
17. You Rock My World – 5:08

Durée : 77 min 24

### Version américaine et canadienne (2005)

#### Disque 1
1. I Want You Back (The Jackson 5)
2. ABC (The Jackson 5)
3. The Love You Save (The Jackson 5)
4. Got to Be There
5. Rockin' Robin
6. Ben
7. Enjoy Yourself (The Jacksons)
8. Blame It on the Boogie (The Jacksons)
9. Shake Your Body (Down to the Ground) (The Jacksons)
10. Don't Stop 'Til You Get Enough
11. Off the Wall
12. Rock with You
13. She's Out of My Life
14. Can You Feel It (The Jacksons)
15. The Girl Is Mine (avec Paul McCartney)
16. Billie Jean
17. Beat It
18. Wanna Be Startin' Somethin'
19. Human Nature
20. P.Y.T. (Pretty Young Thing)
21. Thriller

Durée : 78 min 56

#### Disque 2
1. Bad
2. I Just Can't Stop Loving You
3. Leave Me Alone
4. The Way You Make Me Feel"
5. Man in the Mirror
6. Dirty Diana
7. Another Part of Me
8. Smooth Criminal
9. Black or White
10. Heal the World
11. Remember the Time
12. In the Closet
13. Who Is It
14. Will You Be There
15. Dangerous
16. You Are Not Alone
17. You Rock My World

Durée : 78 min 50

### Réédition 3.0 - États-Unis (2008)

#### Disque 1
1. I Want You Back (The Jackson 5)
2. ABC (The Jackson 5)
3. The Love You Save (The Jackson 5)
4. Got to Be There
5. Rockin' Robin
6. Ben
7. Enjoy Yourself (The Jacksons)
8. Blame It on The Boogie (The Jacksons)
9. Shake Your Body (Down to the Ground) (The Jacksons)
10. Don't Stop 'Til You Get Enough
11. Off the Wall
12. Rock with You
13. She's Out of My Life
14. Can You Feel It (The Jacksons)
15. The Girl Is Mine (avec Paul McCartney)
16. Billie Jean
17. Beat It
18. Wanna Be Startin' Somethin'
19. Human Nature
20. P.Y.T. (Pretty Young Thing)
21. Thriller

Durée : 78 min 56

#### Disque 2
1. Bad
2. I Just Can't Stop Loving You
3. Leave Me Alone
4. The Way You Make Me Feel
5. Man in the Mirror
6. Dirty Diana
7. Another Part of Me
8. Smooth Criminal
9. Black or White
10. Heal the World
11. Remember the Time
12. In the Closet
13. Who Is It
14. Will You Be There
15. Dangerous
16. You Are Not Alone
17. You Rock My World

Durée : 78 min 50

#### Disque 3
1. Can't Get Outta The Rain
2. Say Say Say
3. Jam
4. They Don't Care About Us
5. Blood On The Dance Floor
6. Stranger in Moscow
7. Butterflies

Durée : 33 min 07

### Autres versions
- Une édition sur cassette DAT produite au Royaume-Uni à 500 exemplaires sous licence Sony (durée 125 min). Par ailleurs, toujours au Royaume-Uni, une réédition de l'album était prévue pour le 6 juillet 2009 sous le nom de The Hits, mais elle a été annulée à la suite de la mort de Michael Jackson.
- Une édition japonaise et une édition Qobuz.com Studio Masters (digitale) avec pour chacune une liste de titres sensiblement différente[2].

## Accueil
L’album a reçu un accueil mitigé chez des fans car certains l’ont considéré comme une compilation peu utile, précédée des albums The Ultimate Collection et Number Ones. La compilation atteignit cependant la première place des ventes d'albums au Royaume-Uni (avec 1,2 million d'exemplaires vendus). Aux États-Unis, la promotion de l’album fut minime ce qui n'empêcha pas l'album de se vendre à près de 2 millions de copies. En France, la compilation est un beau succès, dépassant les 200 000 exemplaires vendus.
Au total, la compilation s'est vendue à plus de 7 millions d'exemplaires dans le monde.

## Certifications
| Pays             | Certification | Unités certifiées |
| ---------------- | ------------- | ----------------- |
| Australie        | 9 × Platine   | 630 000           |
| Belgique         | Or            | 25 000            |
| Danemark         | Or            | 20 000            |
| États-Unis       | 5 × Platine   | 5 000 000         |
| Finlande         | Or            | 20 290            |
| France           | 2 × Or        | 200 000           |
| Hongrie          | Or            | 5 000             |
| Irlande          | Platine       | 15 000            |
| Japon            | Or            | 100 000           |
| Mexique          | Or            | 50 000            |
| Nouvelle-Zélande | 2 × Platine   | 30 000            |
| Royaume-Uni      | 4 × Platine   | 1 200 000         |
| Suède            | Or            | 30 000            |